# Třináctý dodatek Ústavy Spojených států amerických
Třináctý dodatek Ústavy Spojených států amerických zrušil otroctví a nevolnictví, kromě případu trestu za zločin. Dodatek byl schválen Kongresem 31. ledna 1865 a ratifikován požadovanými 27 z tehdejších 36 států 6. prosince 1865 a vyhlášen 18. prosince. Byl to první ze tří pozměňovacích návrhů období rekonstrukce přijatých po americké občanské válce.

## Historie

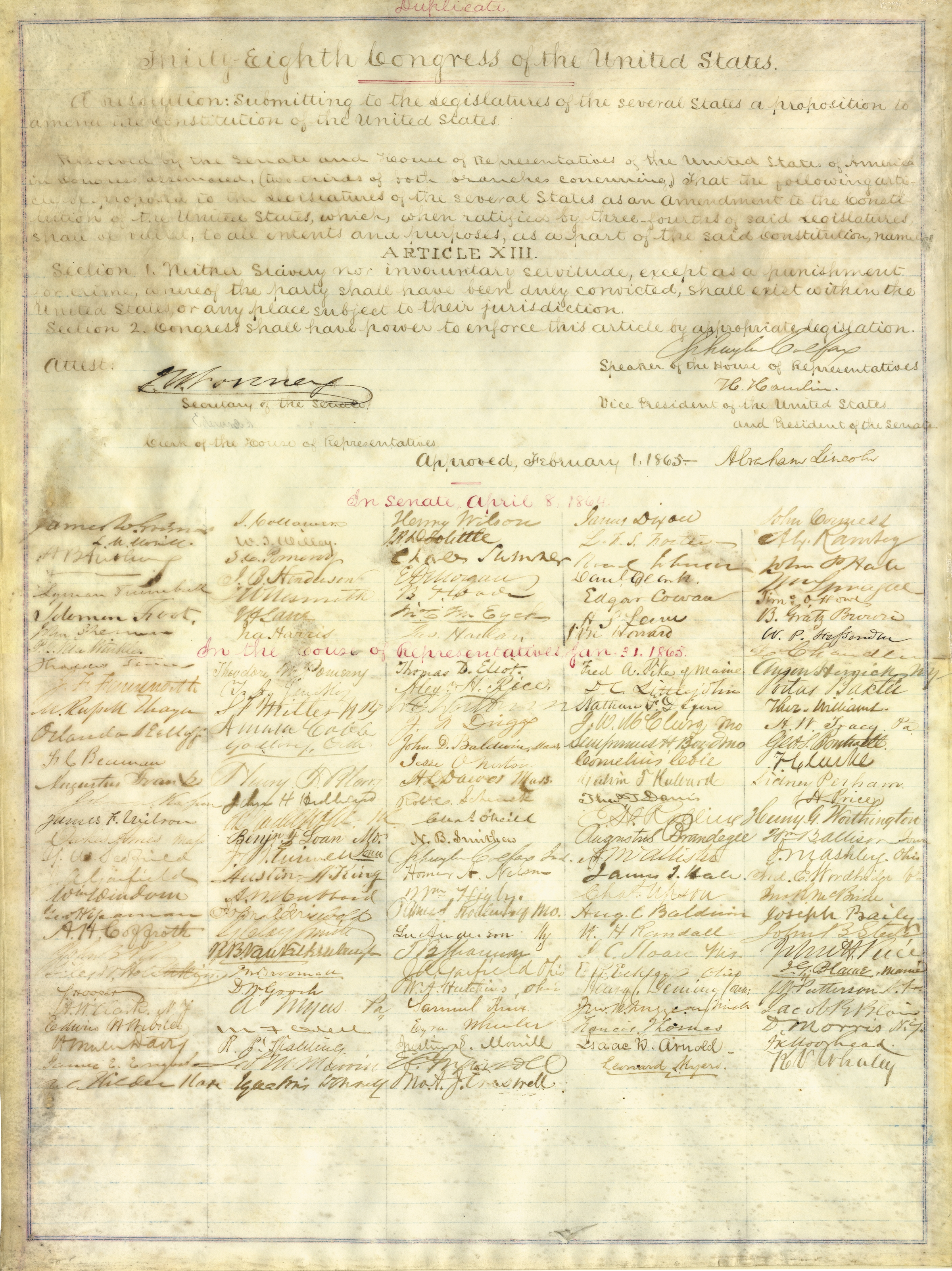
Kopie originálního dodatku podepsaného prezidentem Lincolnem a členy Kongresu

Prohlášení o osvobození prezidenta Abrahama Lincolna, vydané 1. ledna 1863, stanovilo, že lidé zotročení v oblastech kontrolovaných Konfederací jsou svobodní. Když utekli k liniím Unie nebo jednotkám federace - včetně nyní bývalých otroků - došlo k osvobození bez jakékoli náhrady bývalým vlastníkům. Texas byl posledním územím Konfederace, kterého dosáhla armáda Unie. 19. června 1865 - Den svobody - dorazil generál americké armády Gordon Granger do Galvestonu v Texasu, aby prohlásil, že válka skončila, a stejně tak otroctví. V otrockých oblastech ovládaných silami Unie 1. ledna 1863 byla státní akce použita ke zrušení otroctví. Výjimkou byly Kentucky a Delaware, kde otroctví bylo nakonec ukončeno třináctým dodatkem v prosinci 1865.

## Využití
Na rozdíl od ostatních změn v Rekonstrukci byl třináctý dodatek zřídka citován judikaturou, ale byl použit ke zrušení nucené práce a určité rasové diskriminace jako „symboly, náznaky a případy otroctví“. Třináctý dodatek byl rovněž použit ke zmocnění Kongresu k přijímání zákonů proti moderním formám otroctví, jako je obchodování se sexem .